# 新月社
新月社（しんげつしゃ）は中華民国の徐志摩、胡適、梁実秋、聞一多などが参加した文学団体で、20世紀前半の中華民国にあって新文化運動中に詩の近代化を目指した。団体の特徴としては自由主義の信徒が集う。「健康」と「尊厳」だけを理念とした団体であり、刊行物は利を求めず、政治的な要素も含まず、ただ自分の赴くままといった性質を持つ。

## 概要
新月社は英国のブルームズベリー・グループを範とするサロンとして1923年に北京に出現して、徐志摩、胡適などが参加した。しかし主な活動はほとんど行われていない。「新月」はインドの詩人であるラビンドラナート・タゴールの詩集『The Crescent Moon』（1913年）の中文訳『新月集』から名付けられている。
1925年、活動を再開する。しかし役人、政治家、銀行員、実業家、新文芸家など、あらゆる分野の人を集めたため、活動はまとまらず、再び解散
1926年に北伐の勝利により北洋政府は崩壊し始めたため、北京で教鞭をとり文筆活動をしていた徐志摩、聞一多、饒孟侃、丁西林、葉公超らは次々に南下し、南京で教えていた余上沅、梁実秋、そして留学から帰国した藩公旦、劉英士、張禹九らは上海へやってきた。また、胡適は日本から上海へと渡ってきた。
1927年に新月書店は、徐志摩が資本を集めて上海に創業し、胡適を理事長に推挙することになった。
1928年3月には『新月』月刊を発刊し、胡適を社長、徐志摩を主編とすることをもくろんだ。しかし、聞一多と饒孟侃が異議を唱えたために集団制に改め、徐志摩と聞一多、饒孟侃とが編集することになった。『新月』発刊の辞である「新月的態度〔新月の態度〕」は徐志摩が執筆したものである。次にその「新月的態度〔新月の態度〕」の一部を載せる。「この思想の市場にもずらりと露店が並び、びっしりと店舗が立ち、看板を掲げ、広告を張り巡らしている。一目で識別できるのには少なくとも十種あまりの業種があり、それぞれの色彩を持ち、それぞれの呼び物を持っている。それらを列挙してみる。一.感傷派、二.頽廃派、三.唯美派、四.功利派、五.訓生派、六.攻撃派、七.過激派、八.精巧派、九.偎褻派、十.熱狂派、十一.行商派、十二.標語派、十三.主義派。商業的に自由であるのは結構だ。思想、言論においてはもっと充分に自由でなければならないのは、結構だ。しかししかるべき条件においてでなければならない。最も主要な条件は次の二つである。（一）健康の原則を妨げない。（二）尊厳の原則を犯さない。……これほど簡単明瞭な信仰のシンボルを見たことはない。我々はこの二つの偉大なる原則－尊厳と健康－を十分に発揮しなければならない。尊厳、その響きは岐路を彷徨していた人生を呼び戻すだろう。健康、その力は思想と生活とを侵食している全ての病原菌を滅ぼすだろう。」この発刊の辞に、新月社の理念である「健康」と「尊厳」が高らかに宣言されているのである。この二つの原則は、紳士的あるいは貴族的気質の理性である。なぜなら、彼らは詩が本質的に貴族のものであり、大衆のものではないと考えていた。「健康」を掲げて感傷主義に反対し、理知で節制しようとしていた。この傾向は梁実秋の信奉するバービットの「新人文主義」の理論に支えられ、系統立てられた。梁実秋は「文学の力は拡張にはなく、集中にある。放縦にはなく、節制にある。……節制の力とは理性で感情を制御し、理性で想像を節制することだ。」と考えていた。彼はこの節制についてその効能を説明しただけでなく、本質的な認証も行った。梁実秋は文学の本質は確固として変わらない人間性にあり、「文学は『人間性』の産物」であるとした。梁実秋は人間性を抽象化、神聖化すると共に、文学思潮としては古典主義を信奉し、懐古的な心情を示した。梁実秋の理論は時代と隔たりがあり、アカデミー風の雰囲気を帯びていた。さらに梁実秋の人間性論は、当時の左翼文学が強調した階級論と真っ向から対立するものであり、左翼陣営の手厳しい非難を呼んだ。20世紀前半の新文化運動中に、中国の詩の近代化を目指して「新月派」と呼ばれている。しかし、「新月派」と称されることをあまり喜ばなかった。文学史家は以前から彼らを、近代詩の格律を改革したので「格律派」と称していた。彼等の詩学は音楽的美と絵画的美、建築的美の「三つの美の原則」を重んじ、詩を書くとは、「手かせ足かせをつけて舞踏する」ことであるとした。 
1931年に徐志摩が飛行機事故で亡くなると、新月社は解散している。
1933年6月に第四巻第七期をもって『新月』は停刊した。
新月社の刊行物である『新月』は純粋な文学刊行物ではなく政治、思想、学術、文芸を兼ねた総合誌であった。寄稿者の多くは清華大学出身者と欧米留学を経た学者であり、博学で文雅な独特の学術的文章が多かった。その中でも、『新月』は詩において優れていた。聞一多や徐志摩が特に優れている。小説では、沈従文の「灯」と「阿麗思中国遊記〔アリス中国旅行記〕」、凌叔華の「小哥児倆〔二人の坊ちゃん〕」、謝冰心の「分〔別れ〕」などが有名である。胡適は「考証『紅楼夢』的新材料〔『紅楼夢』考証の新材料〕」や伝記「四十自述」を著し、詩でも才能を発揮した聞一多は人物伝記「杜甫」を、羅隆基は政論、藩公旦の社会学論文などはいずれもかなりの影響力を持った。しかし、これらの文章はみな、現実の政治に直接関わった「人権討論」のような爆発的な効果は持たなかった。

## 参照項目
- 新文化運動
- 文学革命